# Ral·li de Bulgària

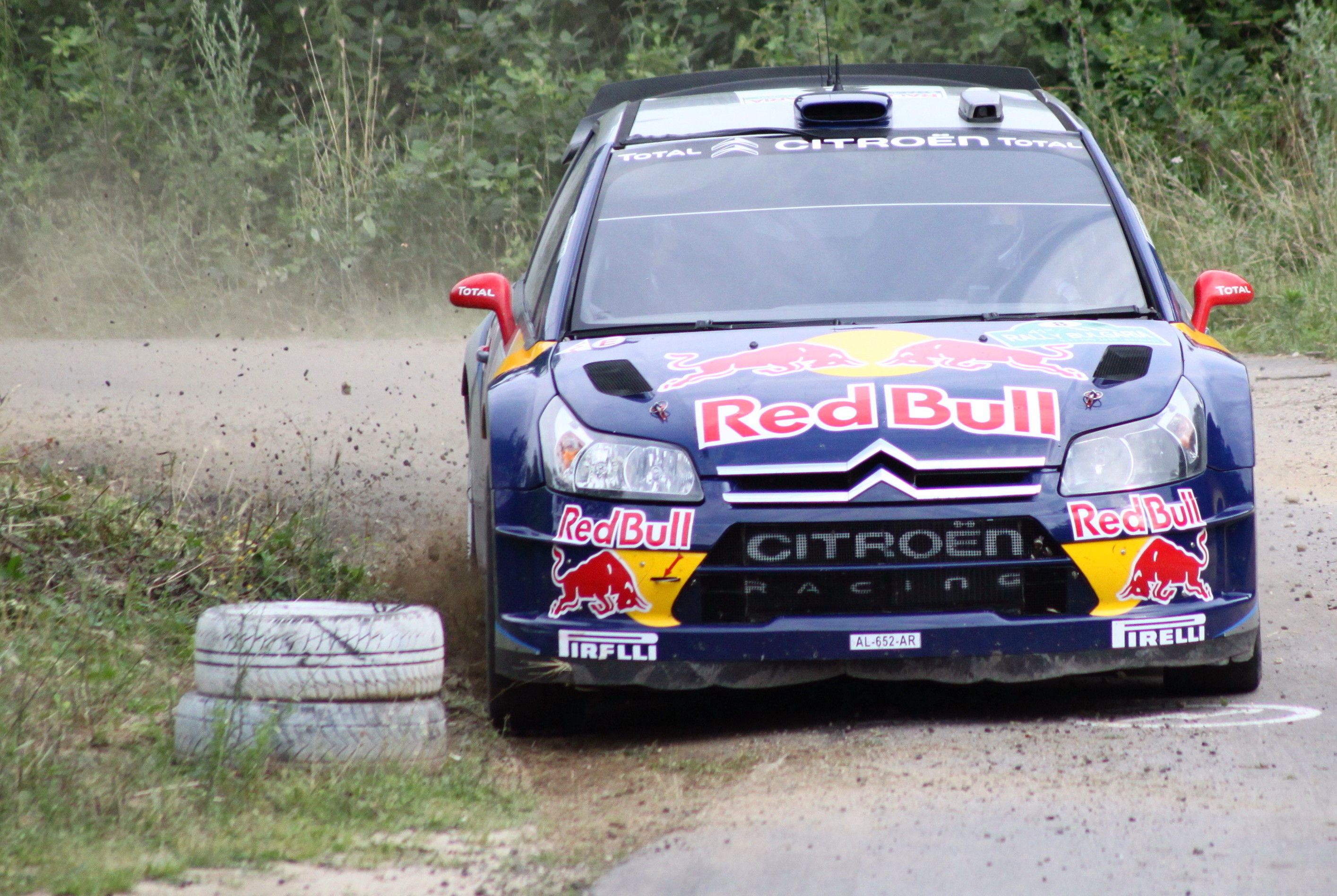
Kimi Räikkönen a l'edició del 2010

El Ral·li de Bulgària, oficialment Rally Bulgaria (Рали България), és la principal prova de ral·li que es disputa a Bulgària, concretament a la zona de Borovets, a la província de Sofia. Ha format part del Campionat europeu de ral·lis i del Campionat búlgar des del 2002 fins al 2009, i fins i tot l'any 2010 del Campionat Mundial de Ral·lis. El precedent immediat d'aquesta prova és el Rally Albena - Zlatni Piassatzi ("arenes d'or" en búlgar), prova instaurada el 1970 que recorria els voltants d'aquests dos balnearis, situats a 500 km de Borovets.

## Guanyadors
A 22 d'abril de 2022
| Any  | Edició                                        | Pilot                 | Copilot             | Cotxe                       | Camp.   |
| ---- | --------------------------------------------- | --------------------- | ------------------- | --------------------------- | ------- |
| 1970 | 1st Rally Albena - Zlatni Piassatzi - Sliven  | Reiner Altenheimer    | Elena Koller        | Porsche 911                 |         |
| 1971 | 2nd Rally Albena - Zlatni Piassatzi - Sliven  | Ilia Tchoubrikov      | Kolu Tchoubrikov    | Renault-Alpine A110 1600    |         |
| 1972 | 3rd Rally Albena - Zlatni Piassatzi - Sliven  | Sobieslaw Zasada      | Richard Ziskowski   | Porsche 911 S               |         |
| 1973 | 4th Rally Albena - Zlatni Piassatzi - Sliven  | Sergio Barbasio       | Gino Macaluso       | Fiat 124 Abarth             |         |
| 1974 | 5th Rally Albena - Zlatni Piassatzi - Sliven  | Attila Ferjancz       | Jeno Zsemberi       | Renault 12 Gordini          |         |
| 1975 | 6th Rally Albena - Zlatni Piassatzi - Sliven  | Fulvio Bacchelli      | Bruno Scabini       | Fiat 124 Abarth             |         |
| 1976 | 7th Rally Albena - Zlatni Piassatzi - Sliven  | Andrzej Jaroszewicz   | Ryszard Zyszkowski  | Lancia Stratos              |         |
| 1977 | 8th Rally Albena - Zlatni Piassatzi - Sliven  | Reiner Alterheimer    | Horwik Dieter       | Porsche 911 Carrera         |         |
| 1978 | 9th Rally Albena - Zlatni Piassatzi - Sliven  | Franz Wittmann        | Helmut Deimel       | Opel Kadett                 |         |
| 1979 | 10th Rally Albena - Zlatni Piassatzi - Sliven | Antoni Zanini         | Juan José Petisco   | Fiat Abarth 131             |         |
| 1980 | 11th Rally Albena - Zlatni Piassatzi - Sliven | Antoni Zanini         | Jordi Sabater       | Porsche 911 C               |         |
| 1981 | 12th Rally Albena - Zlatni Piassatzi - Sliven | Adartico Vudafieri    | Arnaldo Bernacchini | Fiat Abarth 131             |         |
| 1982 | 13th Rally Albena - Zlatni Piassatzi - Sliven | Andrea Zanussi        | Arnaldo Bernacchini | Fiat Abarth 131             |         |
| 1983 | 14th Rally Albena - Zlatni Piassatzi - Sliven | Antoni Zanini         | Pedro Carcia        | Talbot Sunbeam Lotus        | ERC     |
| 1984 | 15th Rally Albena - Zlatni Piassatzi - Sliven | Carlo Capone          | Sergio Cresto       | Lancia Rally 037            | ERC     |
| 1985 | 16th Rally Albena - Zlatni Piassatzi - Sliven | Dario Cerrato         | Giuseppe Cerri      | Lancia Rally 037            | ERC     |
| 1986 | 17th Rally Albena - Zlatni Piassatzi - Sliven | Beny Fernández        | José López Orozco   | Opel Manta 400              | ERC     |
| 1987 | 18th Rally Albena - Zlatni Piassatzi - Sliven | Patrick Snijers       | Dany Colebunders    | Lancia Delta HF 4WD         | ERC     |
| 1988 | 19th Rally Albena - Zlatni Piassatzi - Sliven | Fabio Arletti         | Leonardo Julli      | Lancia Delta HF 4WD         | ERC     |
| 1989 | 20th Rally Albena - Zlatni Piassatzi          | Robert Droogmans      | Ronny Joosten       | Ford Sierra RS Cosworth     | ERC     |
| 1990 | 21st Rally Albena - Zlatni Piassatzi          | Fabrizio Tabaton      | Maurizio Imerito    | Lancia Delta Integrale 16V  | ERC     |
| 1991 | 22nd International Rally Zlatni               | Piero Liatti          | Luciano Tedeschini  | Lancia Delta Integrale 16V  | ERC     |
| 1992 | 23rd International Rally Zlatni               | Erwin Weber           | Manfred Hiemer      | Mitsubishi Galant VR-4      | ERC     |
| 1993 | 24th International Rally Zlatni               | César Baroni          | Hervé Sauvage       | Lancia Delta HF Integrale   | ERC     |
| 1994 | 25th International Rally Zlatni               | Patrick Snijers       | Dany Colebunders    | Ford Escort RS Cosworth     | ERC     |
| 1995 | 26th International Rally Zlatni               | Enrico Bertone        | Massimo Chiapponi   | Toyota Celica Turbo 4WD     | ERC     |
| 1996 | 27th Rally Zlatni Piassatzi                   | Enrico Bertone        | Massimo Chiapponi   | Ford Escort RS Cosworth     | ERC     |
| 1997 | 28th Rally Albena - Bulgaria                  | Krzysztof Holowczyc   | Maciej Wislawski    | Subaru Impreza 555          | ERC     |
| 1998 | 29th Rally Albena - Bulgaria                  | Alex Fiorio           | Nadia Mazzon        | Ford Escort RS Cosworth     | ERC     |
| 1999 | 30th Rally Albena - Bulgaria                  | Enrico Bertone        | Nicola Arena        | Renault Mégane Maxi         | ERC     |
| 2000 | 31st Rally Albena                             | Bruno Thiry           | Stéphane Prévot     | Citroën Xsara Kit Car       | ERC     |
| 2001 | 32nd Rally Bulgaria - Albena                  | Armin Kremer          | Fred Berßen         | Toyota Corolla WRC          | ERC     |
| 2002 | 33rd Rally Bulgaria - Albena                  | Leszek Kuzaj          | Erwin Mombaerts     | Toyota Corolla WRC          | ERC     |
| 2003 | 34th Rally Bulgaria                           | Bruno Thiry           | Jean-Marc Fortin    | Peugeot 206 WRC             | ERC     |
| 2004 | 35th Rally Bulgaria                           | Luca Pedersoli        | Daniele Vernuccio   | Peugeot 306 Maxi            | ERC     |
| 2005 | 36th Rally Bulgaria                           | Giandomenico Basso    | Mitia Dotta         | Fiat Punto S1600            | ERC     |
| 2006 | 37th Rally Bulgaria                           | Giandomenico Basso    | Mitia Dotta         | Fiat Grande Punto S2000     | ERC     |
| 2007 | 38th Rally Bulgaria                           | Dimitar Iliev         | Yanaki Yanakiev     | Mitsubishi Lancer Evolution | ERC     |
| 2008 | 39th Rally Bulgaria                           | Krum Donchev          | Stoyko Valchev      | Peugeot 207 S2000           | ERC     |
| 2009 | 40th Rally Bulgaria                           | Giandomenico Basso    | Mitia Dotta         | Abarth Grande Punto S2000   | ERC     |
| 2010 | 41st Rally Bulgaria                           | Sébastien Loeb        | Daniel Elena        | Citroën C4 WRC              | WRC     |
| 2011 | 42nd Rally Bulgaria                           | Luca Rossetti         | Matteo Chiarcossi   | Abarth Grande Punto S2000   | ERC     |
| 2012 | 43rd Rally Bulgaria                           | Dimitar Iliev         | Yanaki Yanakiev     | Škoda Fabia S2000           | ERC     |
| 2013 | 44th Rally Bulgaria                           | Oleksandr Saliuk, jr. | Yevgen Chervonenko  | Škoda Fabia S2000           | ERC Cup |
| 2014 | 45th Rally Bulgaria                           | Krum Donchev          | Petar Yordanov      | Ford Fiesta R5              | ERC Cup |
| 2015 | 46th Rally Bulgaria                           | Murat Bostanci        | Onur Vatansever     | Ford Fiesta R5              | ERC Cup |
| 2016 | 47th Rally Bulgaria                           | Rashid Al-Ketbi       | Karina Hepperle     | Škoda Fabia R5              | BRT     |
| 2017 | 48th Rally Bulgaria                           | Yagiz Avci            | Bahadir Gücenmez    | Peugeot 208 T16             | BRT     |
| 2018 | 49th Rally Bulgaria                           | Miroslav Angelov      | Edi Sivkov          | Škoda Fabia R5              | BRT     |
| 2019 | 50th Rally Bulgaria                           | Petar Stoychev        | Petar Stoychev      | Škoda Fabia R5              | BRT     |
| 2021 | 51st Rally Bulgaria                           | Miroslav Angelov      | Georgi Gadzhev      | Škoda Fabia Rally2 evo      | BRT     |